# نورك ماراش
نورك ماراش (الأرمينية: Նորք-Մարաշ վարչական շրջան) هي واحدة من 12 مقاطعة في يريفان، عاصمة أرمينيا تقع شرق وسط المدينة. تحدها منطقة كينترون من الغرب والشمال ومقاطعة نور نورك من الشرق وإريبوني من الجنوب.
اشتق اسم المحافظة من حي نورك في يريفان والمستوطنة الأرمينية الرئيسية القديمة في ماراش إبان جمهورية تركيا المعاصرة.
تم تشكيل الحي في عام 1996 من خلال دمج أحياء نورك ونور مراش.
وتبلغ مساحة المقاطعة 4 كيلومتر مربع ويبلغ عدد سكانها 12.049 نسمة (تعداد 2011).

## معرض صور

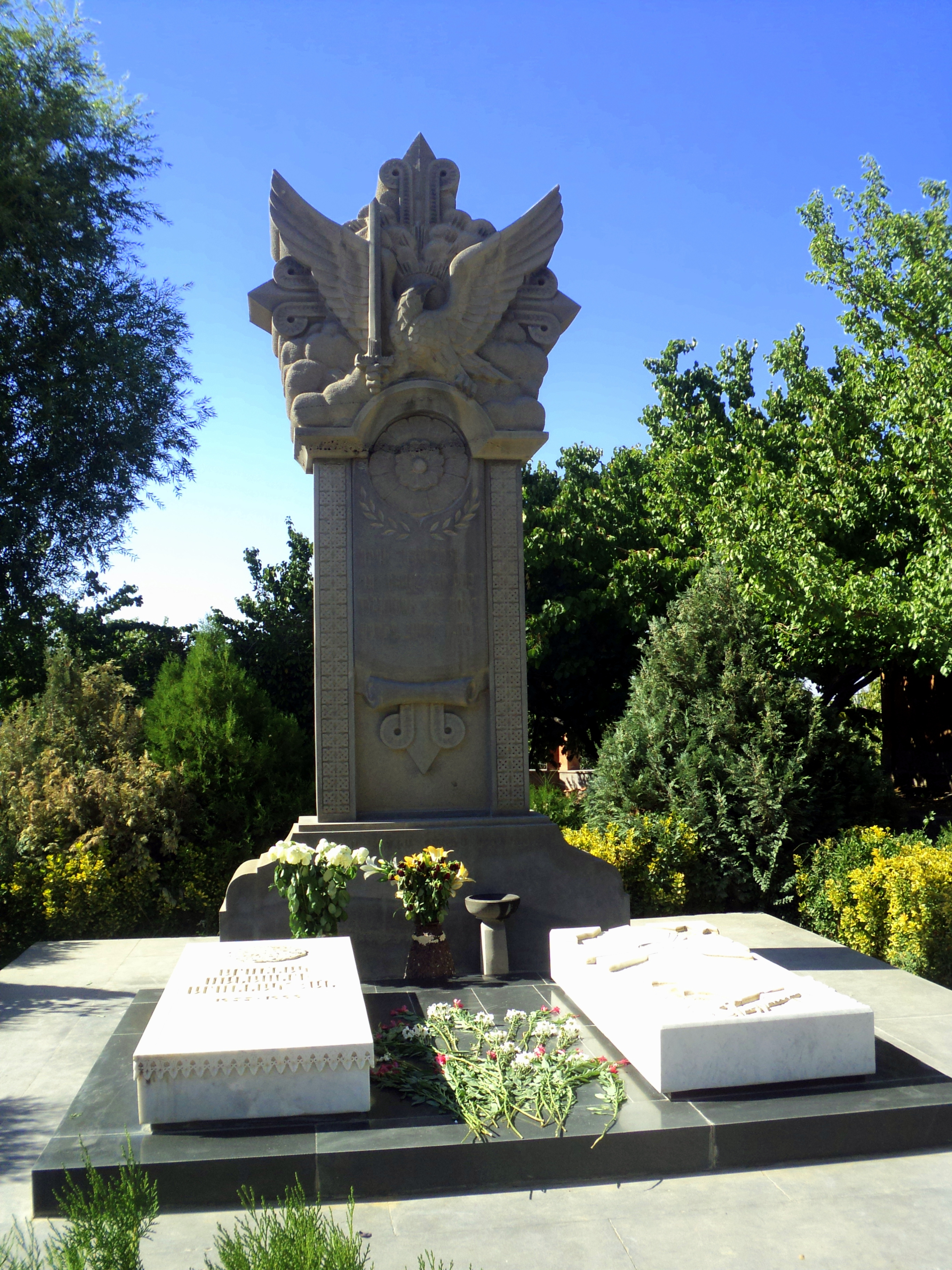
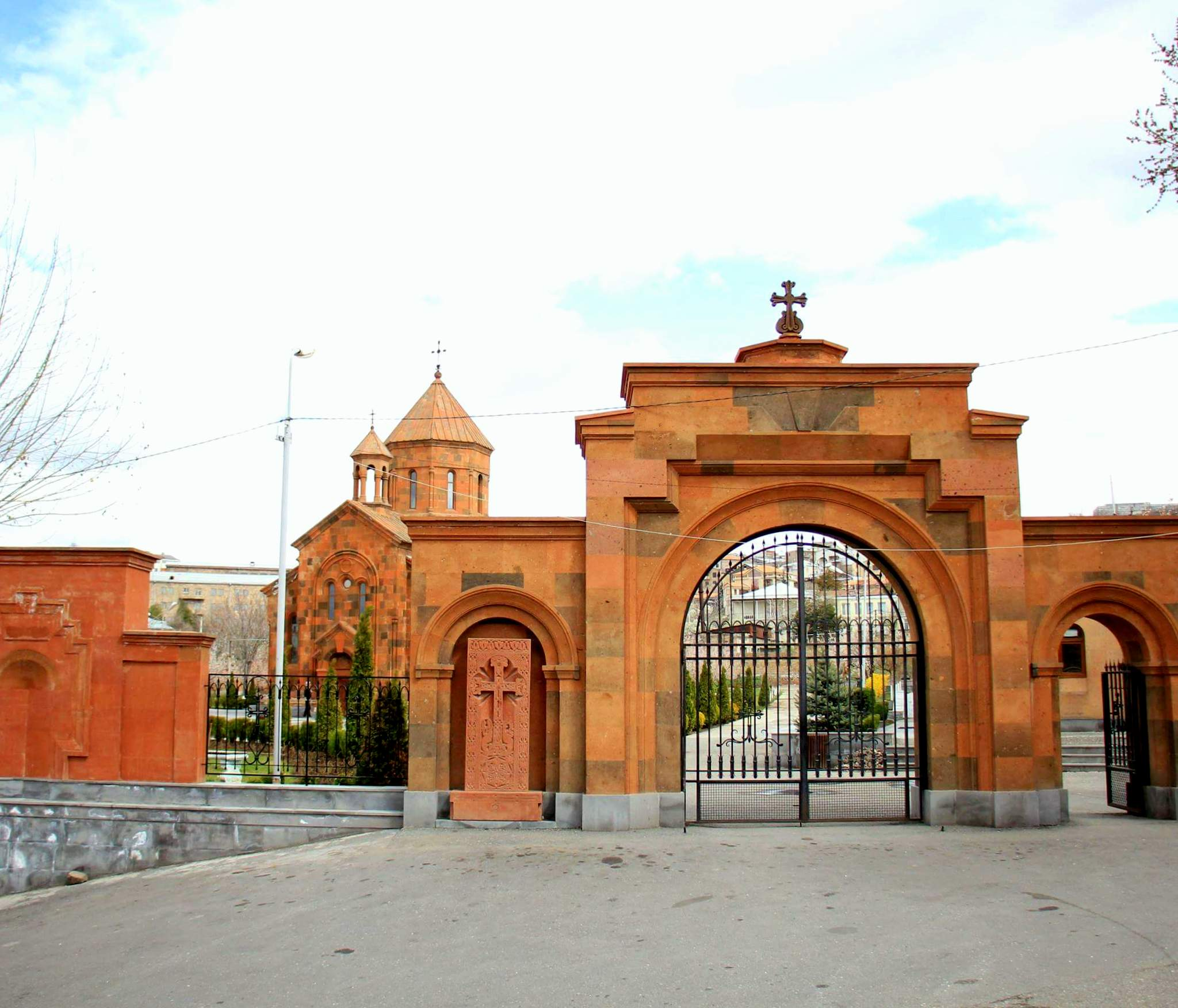
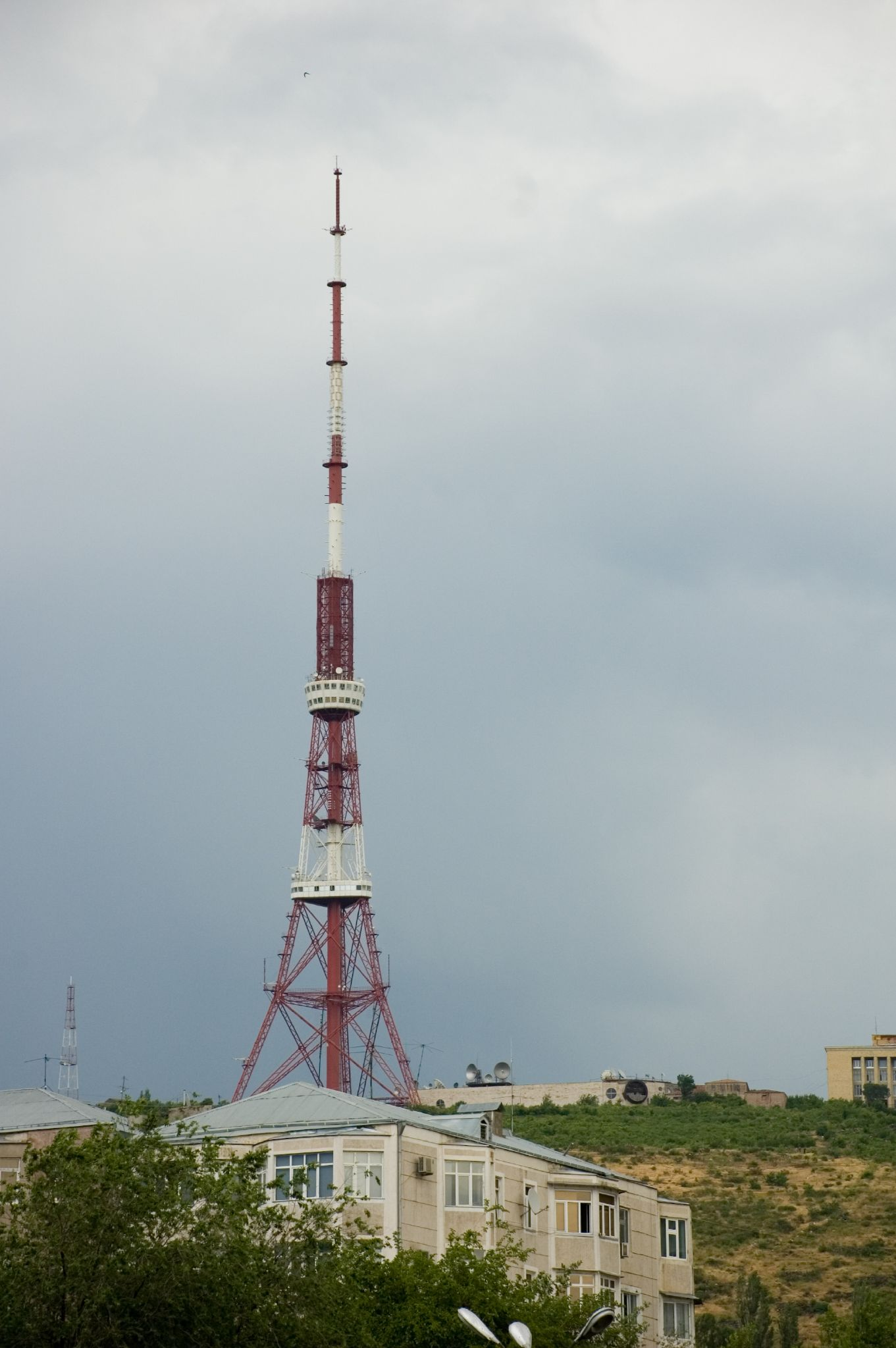
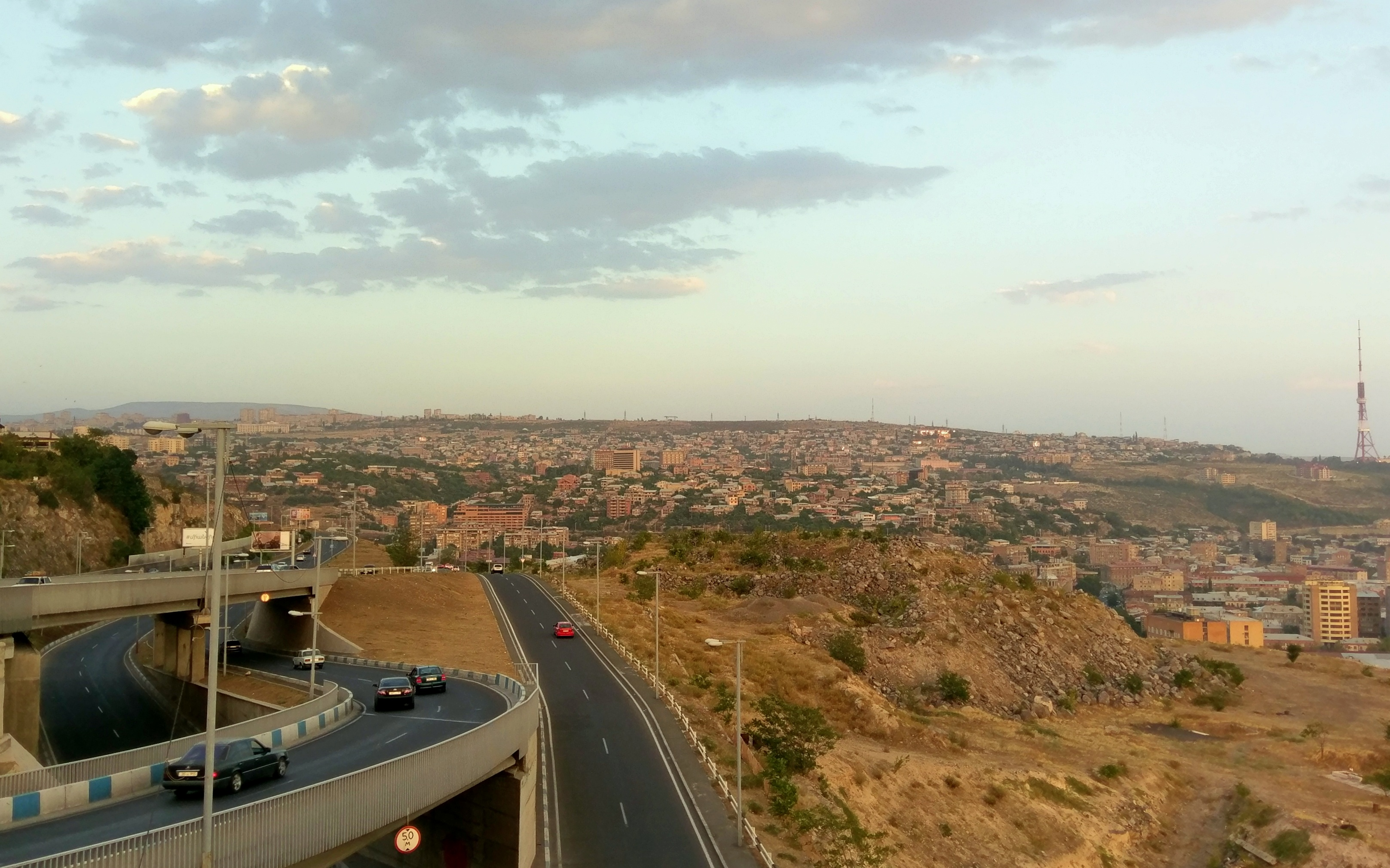